# INSAT-3DS
O INSAT-3DS é um satélite de comunicação geoestacionário indiano que foi construído e também é operado pela Organização Indiana de Pesquisa Espacial (ISRO). O satélite foi baseado na plataforma I-2K Bus e sua expectativa de vida útil é de 10 anos.

## Lançamento
O satélite foi lançado com sucesso ao espaço em 17 de fevereiro de 2024, por meio de um veículo GSLV Mk.2 a partir do Centro Espacial de Satish Dhawan, na Índia. Ele tinha uma massa de lançamento de 2.211 kg.